# Квантуван сигнал
Квантуваният сигнал е вид дискретен сигнал. Нарича се квантуван поради факта, че неговите дискретни стойности не могат да са произволни, а са само строго определени и се наричат нива. Разликата между две съседни нива се нарича „стъпка на квантуване“, а разликата между дискретната стойност и присвоеното ниво – „грешка от квантуване“ или още „квантов шум“. Квантуването на един сигнал е всъщност преобразуването на редица с много стойности в редица с по-малко на брой стойности. Този процес стои в основата на алгоритмите за компресия със загуби (англ. lossy compression).
Стъпката на квантуване може да бъде както постоянна, така и променлива. В комуникациите, където има преобразуването на аналоговия сигнал в квантов, се използват главно два вида променлива стъпка, известни като μ (мю) и А закон за квантуване. μ-законът още е известен като u-закон (латинско малко U). И двата закона на квантуване са логаритмични по своя характер, като разликата е само във вида описващата ги функция.
{\displaystyle F(x)={\begin{cases}{\frac {A\cdot \vert x\vert }{1+\ln(A)}}&0\leq \vert x\vert <{\frac {1}{A}}\\{\frac {\operatorname {sgn}(x)\cdot (1+\ln(A\vert x\vert ))}{1+\ln(A)}}&{\frac {1}{A}}\leq \vert x\vert \leq 1\end{cases}}}